# 太陽のメロディー
「太陽のメロディー」（たいようのメロディー）は、今井美樹×小渕健太郎のコラボレーション・シングル。ワーナーミュージック・ジャパンより、2010年6月27日配信開始。同年7月28日CD発売。

## 概要
口蹄疫による被害を受け、深刻な問題を抱えてしまった宮崎県への支援をしたいという目的として、布袋と宮崎県出身である妻の今井、同じく宮崎県出身の小渕が所属しているコブクロでコラボレートを行った。
この曲による収益は全て、口蹄疫支援資金として寄付されると発表されている。
布袋にとって4作連続のコラボレート。今井にとって初めてシングル表題曲の作曲を担当した（実質的には布袋が手がけたと思われる）。
ジャケット撮影は布袋、題字は今井による。

## 収録曲
| #         | タイトル             | 作詞                           | 作曲                           | 編曲                           | 時間 |
| --------- | -------------------- | ------------------------------ | ------------------------------ | ------------------------------ | ---- |
| 1.        | 「太陽のメロディー」 | 小渕健太郎、今井美樹、布袋寅泰 | 小渕健太郎、今井美樹、布袋寅泰 | 小渕健太郎、今井美樹、布袋寅泰 | 4:55 |
| 合計時間: | 合計時間:            | 合計時間:                      | 合計時間:                      | 合計時間:                      | 4:55 |

## 曲解説
1. 太陽のメロディー
今井と小渕がメインボーカルをとり、布袋がエレクトリック・ギター、小渕がアコースティック・ギターを演奏。また布袋と黒田はコーラスもとっている。
ライブで披露される機会がなかったが、2010年10月10日に宮崎県宮崎市の生目の杜運動公園多目的広場にて行われたコブクロのスタジアム・ライブの最後にスペシャル・ゲストとして布袋、今井が登場して披露。
「がんばっと宮崎～口蹄疫義援コンサート～」は今井のみで披露。同コンサートでは今井と出演者の泉谷しげる、TERU（GLAY）の3人でも披露。今井の2011年発売ベスト・アルバム『Miki's Affections アンソロジー 1986-2011』には新録にて収録されている。2018年9月16日に、コブクロが生目の杜運動公園多目的広場にて結成20周年ライブを開催。コブクロの2人だけで披露。